# Le Bois dont les rêves sont faits
Pour plus de détails, voir Fiche technique et Distribution.
Le Bois dont les rêves sont faits est un documentaire français réalisé par Claire Simon et sorti en 2016.

## Synopsis
Documentaire sur le Bois de Vincennes, ceux qui y vivent, ceux qui le traversent, ce qu'il s'y passe.

## Fiche technique
- Titre : Le Bois dont les rêves sont faits
- Réalisation : Claire Simon
- Assistants : Judith Fraggi et Lucas Delangle
- Scénario : Claire Simon
- Photographie : Claire Simon, Aurélien Py
- Son : Gabriel Hafner, Olivier Hespel, François Musy
- Montage : Luc Forveille
- Musique : Paolo Fresu
- Sociétés de production : Just Sayin' Films - Pio & Co - Tipi'mages Productions
- Société de distribution en France : Blaq Out (en DVD)
- Pays d'origine :  France
- Genre : documentaire
- Durée : 144 minutes
- Date de sortie : France - 13 avril 2016

## Sélections en festivals
- 2016 : Festival international du cinéma indépendant de Lisbonne
- 2016 : Festival international du cinéma indépendant de Buenos Aires

## Distinction
- Le Bois dont les rêves sont faits a été classé n°10 dans le Top 10 des Cahiers du cinéma pour l'année 2016[1].